# Stenobiella gallardi
Stenobiella gallardi là một loài côn trùng trong họ Berothidae thuộc bộ Neuroptera. Loài này được Tillyard miêu tả năm 1916.